# Stylidium longibracteatum
Stylidium longibracteatum är en tvåhjärtbladig växtart som beskrevs av Carlq. Stylidium longibracteatum ingår i släktet Stylidium och familjen Stylidiaceae. Inga underarter finns listade i Catalogue of Life.